# ابینگتون پیگوتز
ابینگتون پیگوتز (به انگلیسی: Abington Pigotts) یک روستا و محله مدنی در بریتانیا است که در ساوت کمبریج‌شر واقع شده‌است. ابینگتون پیگوتز ۱۶۲ نفر جمعیت دارد.